# فرودگاه صحرایی اولد سروم

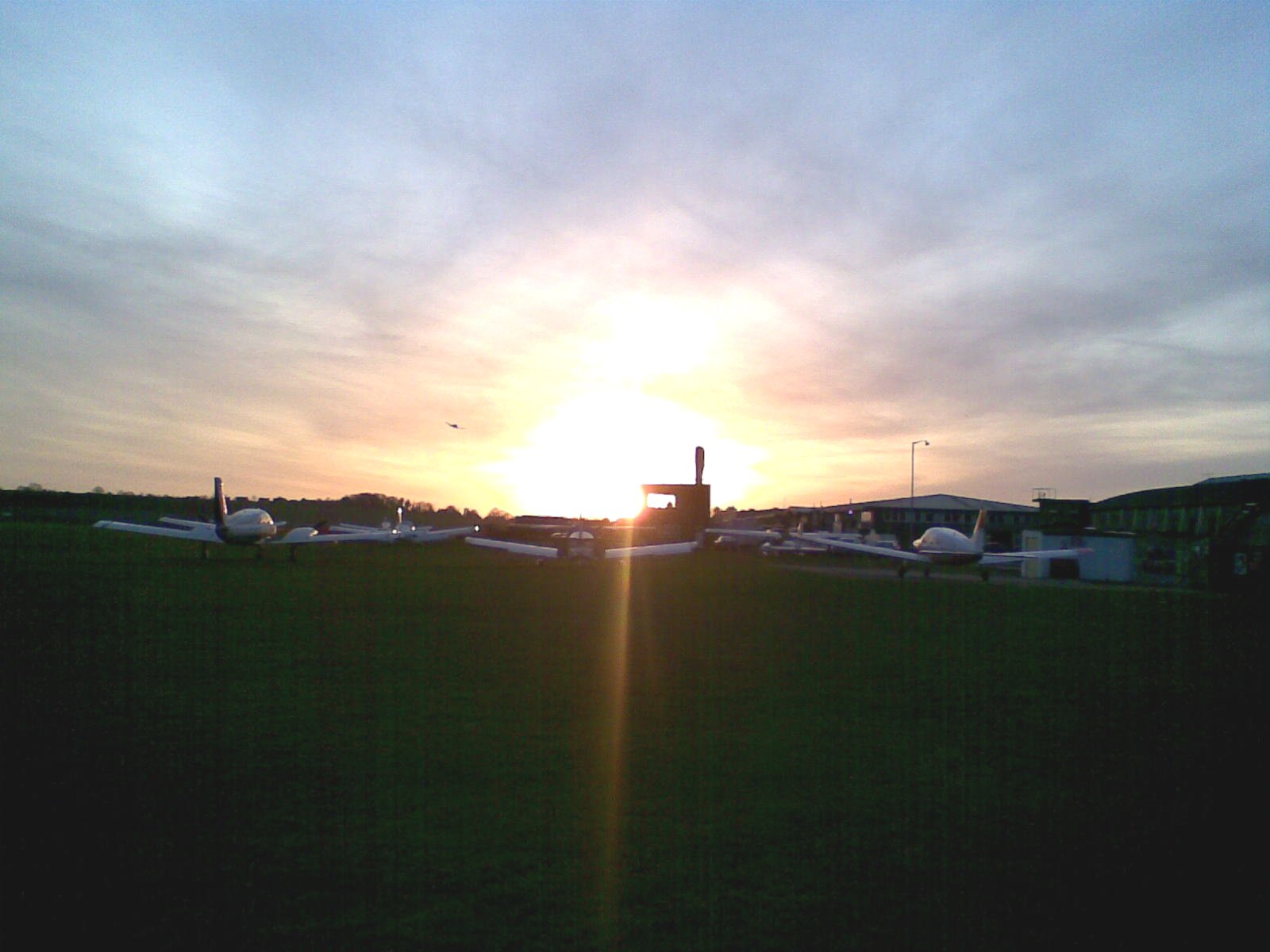
تصویری از فرودگاه صحرایی اولد سروم

فرودگاه صحرایی اولد سروم  (به انگلیسی: Old Sarum Airfield) یک فرودگاه خصوصی است که یک باند فرود چمن دارد و طول باند آن ۷۸۱ متر است. این فرودگاه در شهر سالزبری کشور انگلستان قرار دارد و در ارتفاع ۸۷ متری از سطح دریا واقع شده است.